# Parco nazionale dei Monti Šar
Il Parco nazionale dei Monti Šar è un'area protetta situata in Kosovo; copre un territorio di 390 km², estendendosi sul versante settentrionale della catena dei Monti Šar.

## Territorio
Il Parco nazionale dei monti Šar è ricco di ruscelli, torrenti e piccoli fiumi che scorrono nei comuni di Uroševac, Suva Reka, Kaçanik e Prizren (nel Kosovo) e Jegunovce, Tearce, Džepčište, Tetovo e Gostivar (nella Repubblica di Macedonia).

## Flora
Fra la flora presente in questo parco nazionale (tra cui più di 1500 specie di piante vascolari), importanti sono in particolare arbusti endemici come il pino macedone e il pino dalla corteccia bianca, oltre alla rosa alpina.
La località chiamata Gine voda è nota per la presenza in una area molto piccola di una ricca flora di arbusti come il pino dalla corteccia nera, il pino macedone, il pino silvestre l'abete rosso e il sicomoro.

## Fauna
Tra le specie animali si possono ricordare le linci, gli orsi, i camosci, i caprioli e le volpi.